# Time the Conqueror
Time the Conqueror è un CD di Jackson Browne, pubblicato dalla Inside Recordings nel settembre 2008. Il disco fu registrato al Groove Masters di Santa Monica, California (Stati Uniti).

## Tracce
1. Time the Conqueror – 5:26 (Jackson Browne)
2. Off of Wonderland – 3:40 (Jackson Browne)
3. The Drums of War – 6:12 (Jackson Browne, Jeff Young, Kevin McCormick, Mark Goldenberg, Mauricio Lewak)
4. The Arms of Night – 4:33 (Danny Kortchmar, Jackson Browne)
5. Where Were You – 9:48 (Jackson Browne, Jeff Young, Kevin McCormick, Mark Goldenberg, Mauricio Lewak)
6. Going Down to Cuba – 5:44 (Jackson Browne)
7. Giving That Heaven Away – 6:24 (Jackson Browne)
8. Live Nude Cabaret – 4:16 (Jackson Browne)
9. Just Say Yeah – 5:50 (Jackson Browne)
10. Far from the Arms of Hunger – 5:16 (Jackson Browne)

## Musicisti
- Jackson Browne - chitarra ritmica, voce
- Jackson Browne - pianoforte (brano: The Arms of Night)
- Mark Goldenberg - chitarra elettrica
- Jeff Young - pianoforte, organo hammond, pianoforte elettrico (fender rhodes)
- Jeff Young - voce (brano: Where Were You)
- Kevin McCormick - basso
- Mauricio Lewak - batteria
- Alethea Mills - accompagnamento vocale, coro
- Chavonne Morris - accompagnamento vocale, coro[1]